# Füssen
Füssen là một đô thị ở Ostallgäu bang Bayern thuộc nước Đức.